# Európai autómentes nap

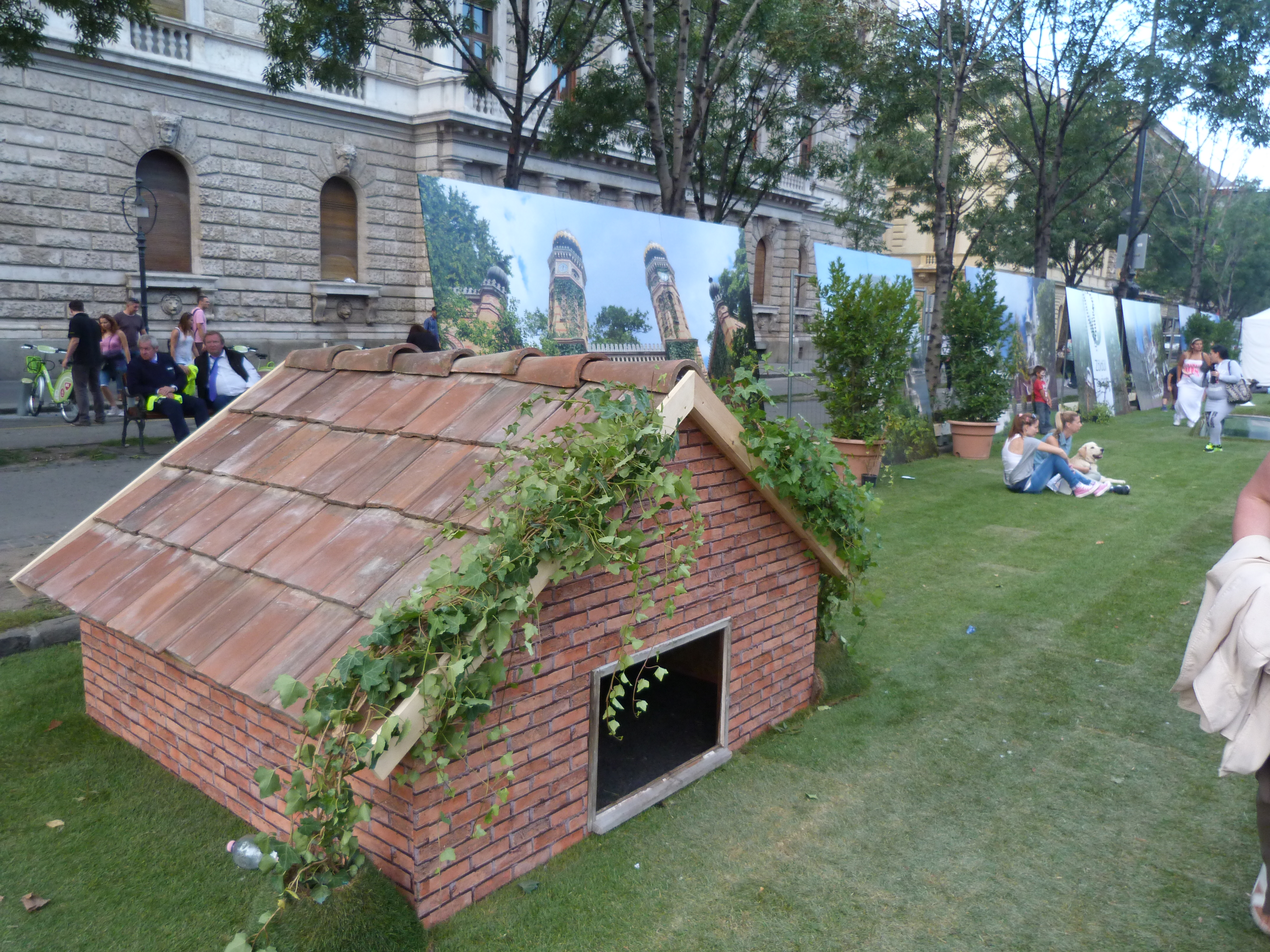
Európai autómentes nap az Andrássy úton

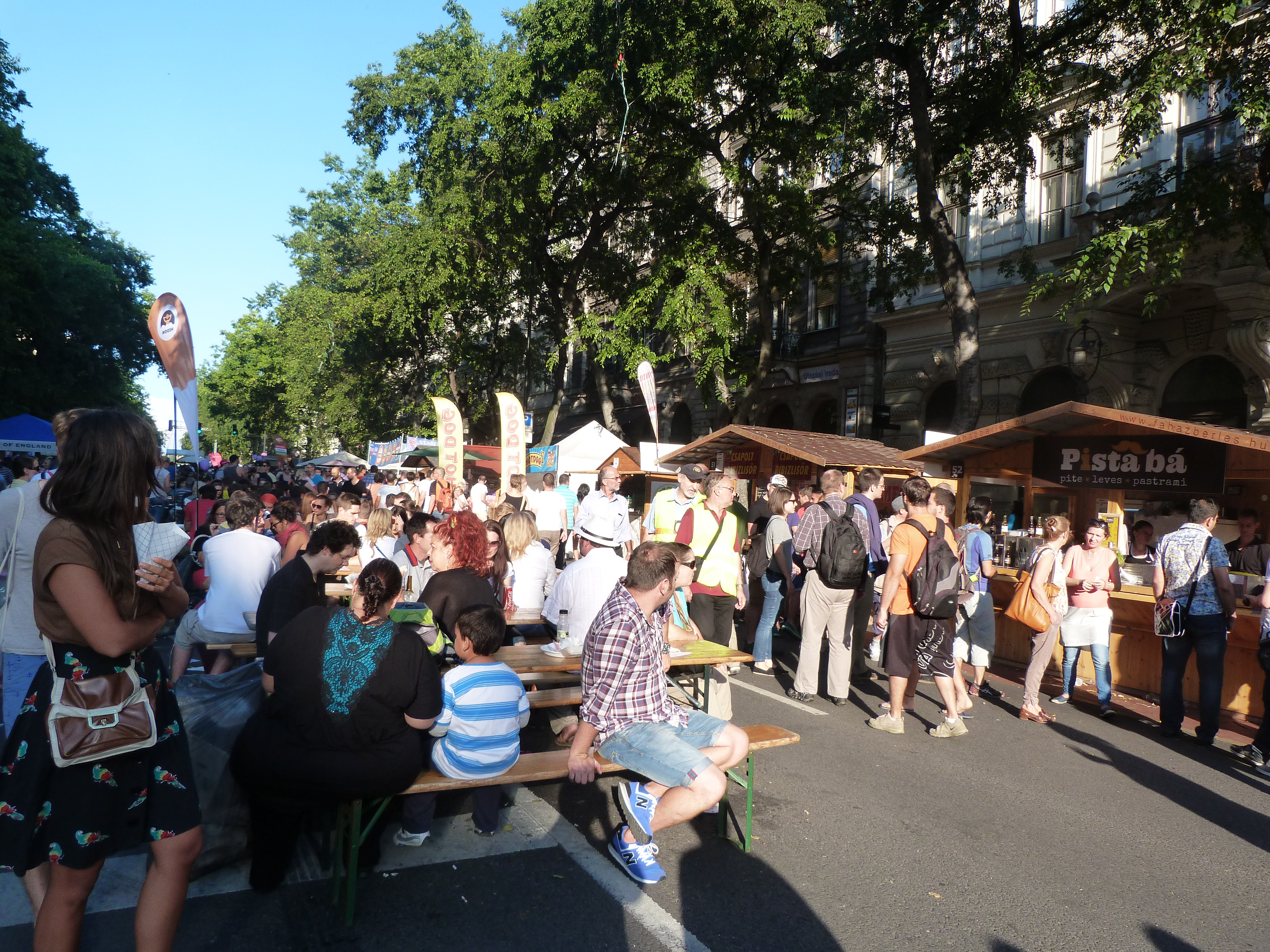
Európai autómentes nap az Andrássy úton

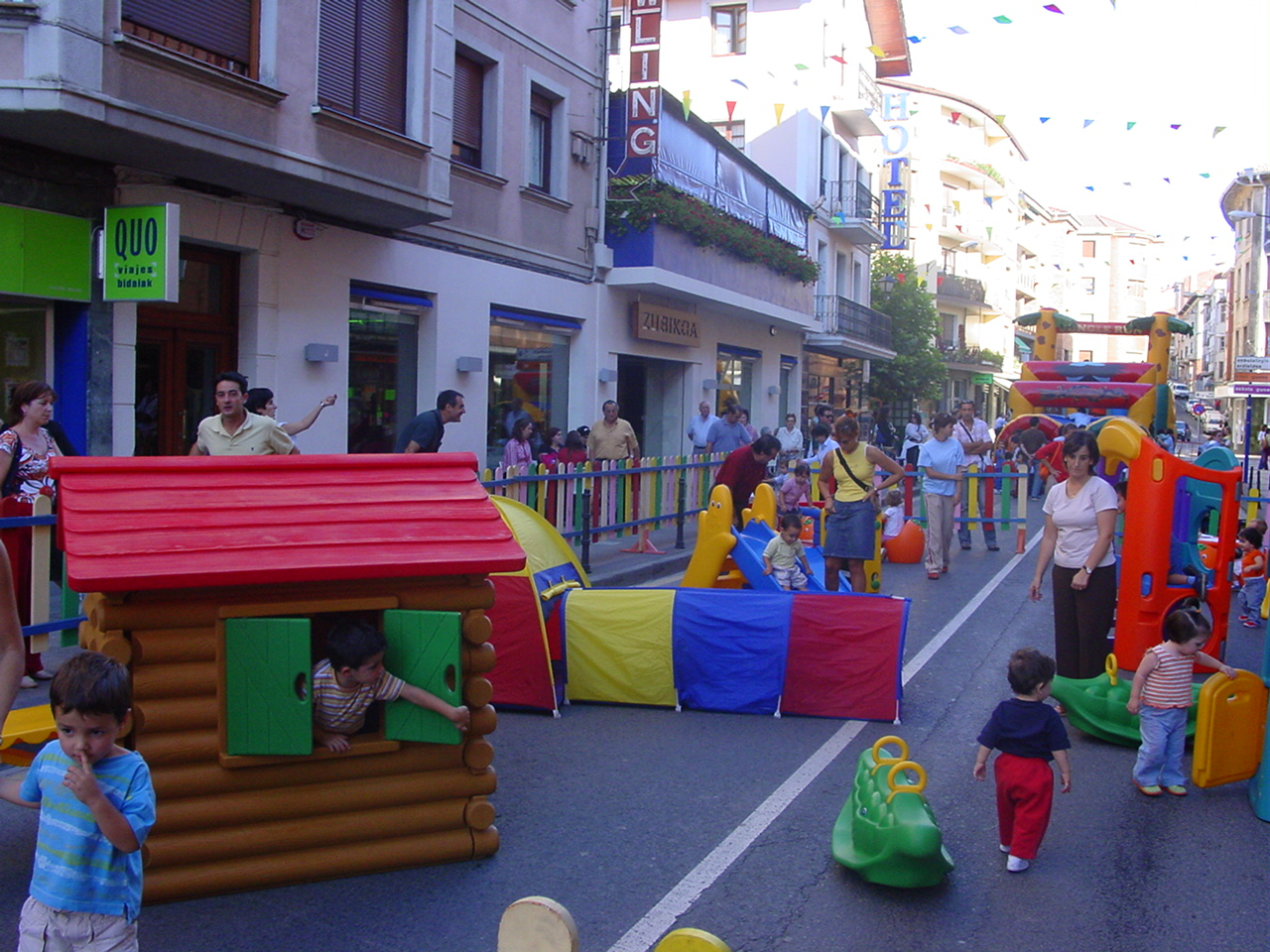
Autómentes nap Spanyolországban

Az európai autómentes nap (nem hivatalosan: autómentes világnap; angolul: European Car Free Day vagy In Town Without My Car! Day) egy 1998 óta minden évben szeptember 22-én megtartott – a társadalom környezettudatosságát erősíteni hivatott – rendezvénysorozat, amely fel kívánja hívni a városlakók és a városvezetés figyelmét
- a megnövekedett autóforgalom okozta környezeti, baleseti és városképi problémákra,
- a közlekedési mód felelősségteljes megválasztására,
- a fenntartható, környezet- és emberbarát városi közlekedés előnyeire,
- a közösségi, a kerékpáros és a gyalogos közlekedés fejlesztésének szükségességére.

Az európai autómentes naphoz szorosan kapcsolódik az európai mobilitási hét rendezvénysorozata, amelyet 2002 óta minden évben szeptember 16. és 22. között rendeznek meg. A települések az Európai karta (Charta) aláírásával és az abban foglaltak vállalásával csatlakozhatnak a kezdeményezéshez.
A rendezvényt nemzetközi szinten a Eurocities (Belgium), az Energie-Cités (Franciaország) és a Climate Alliance (Németország), nemzeti szinten az Innovációs és Technológiai Minisztérium koordinálja, a politikai és pénzügyi támogatást az Európai Bizottság Környezetvédelmi Főigazgatósága (Belgium) biztosítja.

## Az autómentes nap célja
A rendezvény egyik hosszú távú célkitűzése az, hogy rávegye a rendszerint autóval munkába, iskolába vagy kikapcsolódni járó polgárokat, hogy az utazáshoz fenntartható alternatív közlekedési módokat vegyenek igénybe. Ilyen módon hozzá kíván járulni a polgárok egészségének és életminőségének javításához.
Hagyományosan minden évre megfogalmazzák a rendezvény aktuális mottóját. A városok a mottóban megfogalmazott központi gondolatsor köré szerveznek programokat, amellyel a város lakóinak tájékoztatását és tudatformálását próbálják elérni.
A rendezvények mottói:
| 1998. | Autó nélkül a városban!                                   |
| 2004. | Bicajjal a suliba!                                        |
| 2005. | Munkába, iskolába környezetbarát módon!                   |
| 2006. | Éghajlatváltozás!                                         |
| 2007. | Legyen az utca az embereké!                               |
| 2008. | Tiszta levegőt mindenkinek!                               |
| 2009. | Az éghajlatváltozás kihívásai – városi klíma!             |
| 2018. | Mix and Move                                              |
| 2021. | Fenntartható közlekedés a biztonság és egészség jegyében. |
| 2023. | Takarékoskodj az energiával!                              |

## Az európai mobilitási hét és autómentes nap története

### Az európai autómentes nap története

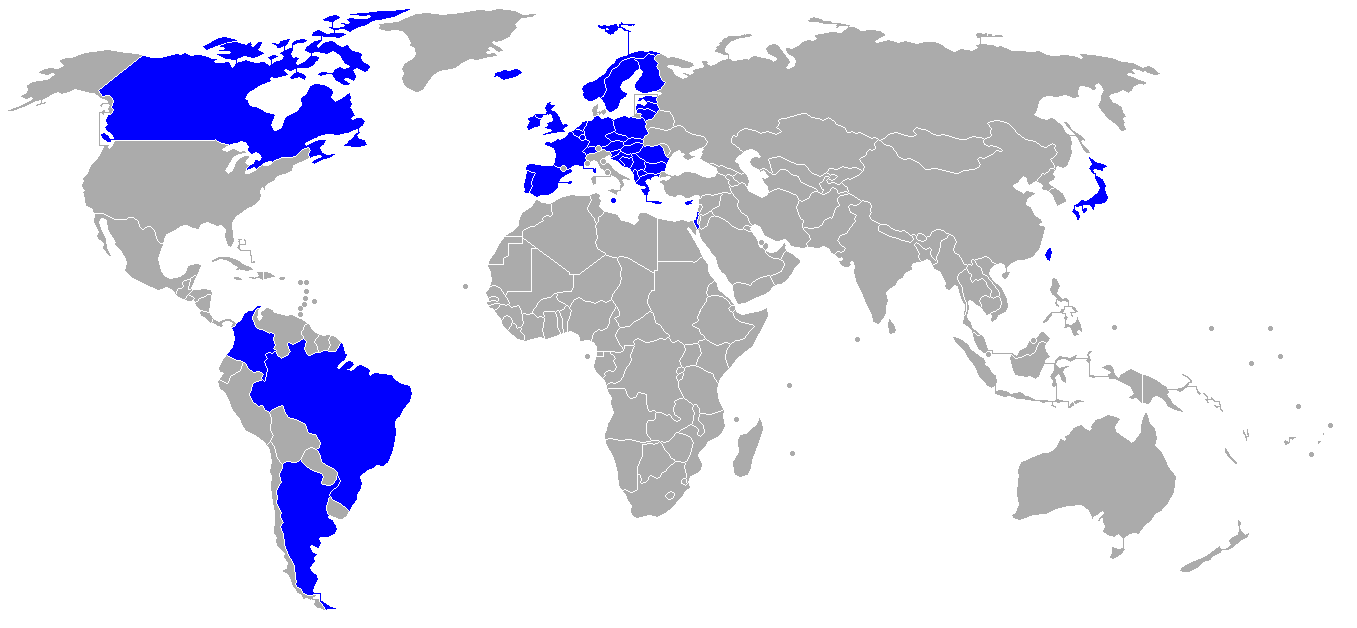
Az európai mobilitási hét és autómentes nap rendezvénysorozat országai 2008-ban

Az 1990-es években több nyugat-európai országban mozgalmak jöttek létre, amelyek a motorizált közlekedés hátrányaira hívták fel a figyelmet:
- Don't choke Britain! (Nagy-Britannia)
- Mobil ohne Auto (Németország)
- Auto reflexio (Spanyolország)

1997-ben La Rochelle-ben, egy franciaországi városban rendeztek először autómentes napot.
1998-ban egész Franciaországban megtartották a rendezvényt (Jelmondata: Autó nélkül a városban!), amelyhez 1999-ben Olaszország 40 városa is csatlakozott.
2000 februárjában az Európai Unió 13 tagországa közös nyilatkozatban ismerte el a rendezvényt, amelyet 2001-ben a tagjelölt Magyarország is aláírt.
2002-ben a több mint 1000 európai városra kiterjedő esemény legkevesebb 100 millió lakost érint.
Több Európán kívüli ország – Argentína, Brazília, Izrael, Japán, Kanada, Kolumbia, Tajvan – városai is csatlakoztak a kezdeményezéshez.

### Az európai mobilitási hét története

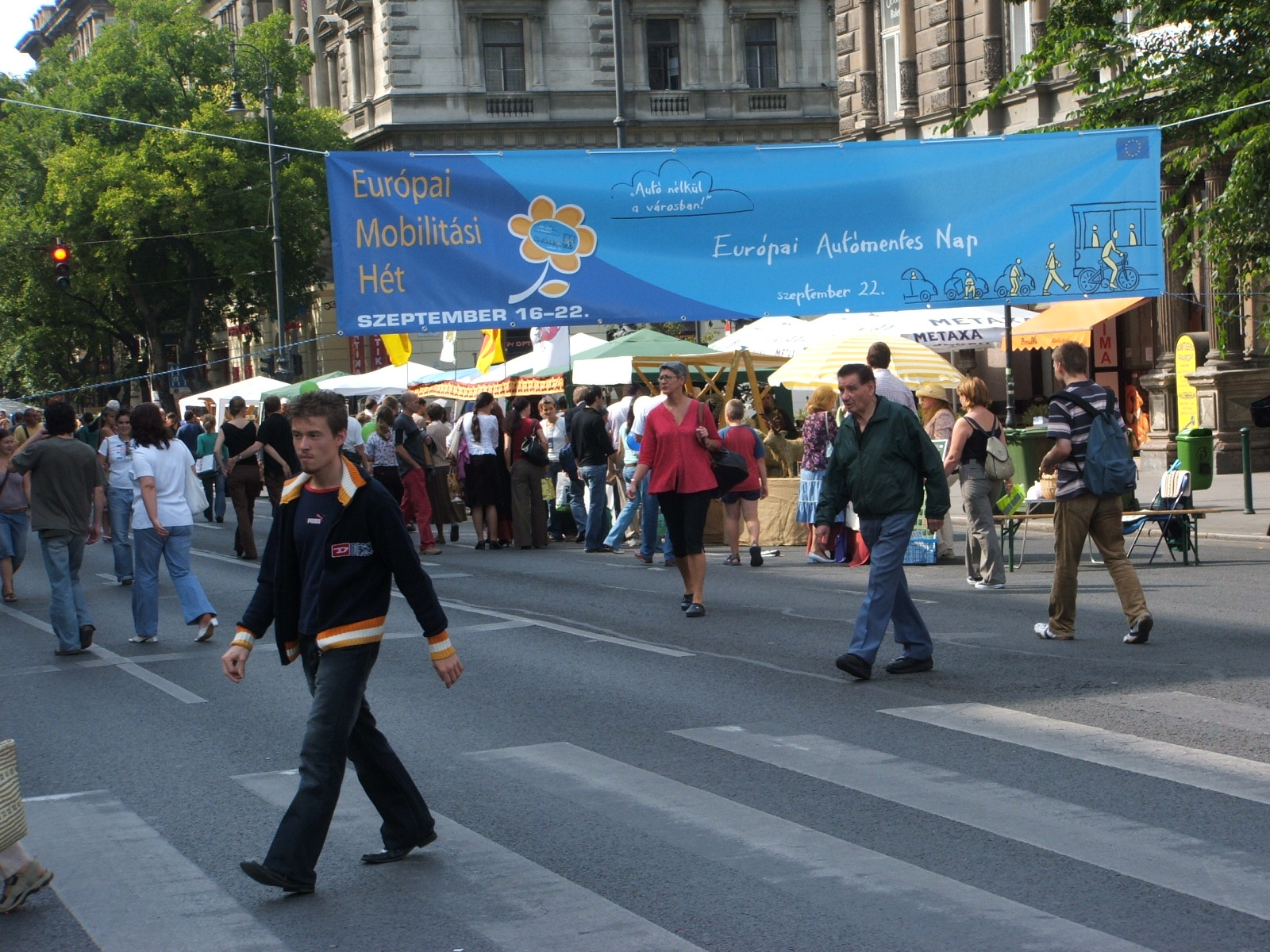
Autómentes nap Budapesten

2002-ben az autómentes nap mellett – annak kísérőrendezvényeként – egy új, tematikus napokból álló rendezvénysorozat jött létre: az európai mobilitási hét.
Az eseményt minden évben szeptember 16. és 22. között rendezik meg.
2006-ban az európai mobilitási hetet 38 ország 1322 városában rendezték meg.
2007-ben több mint 35 ország legkevesebb 2000 önkormányzata csatlakozott az európai mobilitási héthez. A programokba mintegy 200 millió lakost vontak be.
2008-ban 41 országban rendeztek programokat az európai mobilitási hét és autómentes nap nevű rendezvénysorozat keretében.

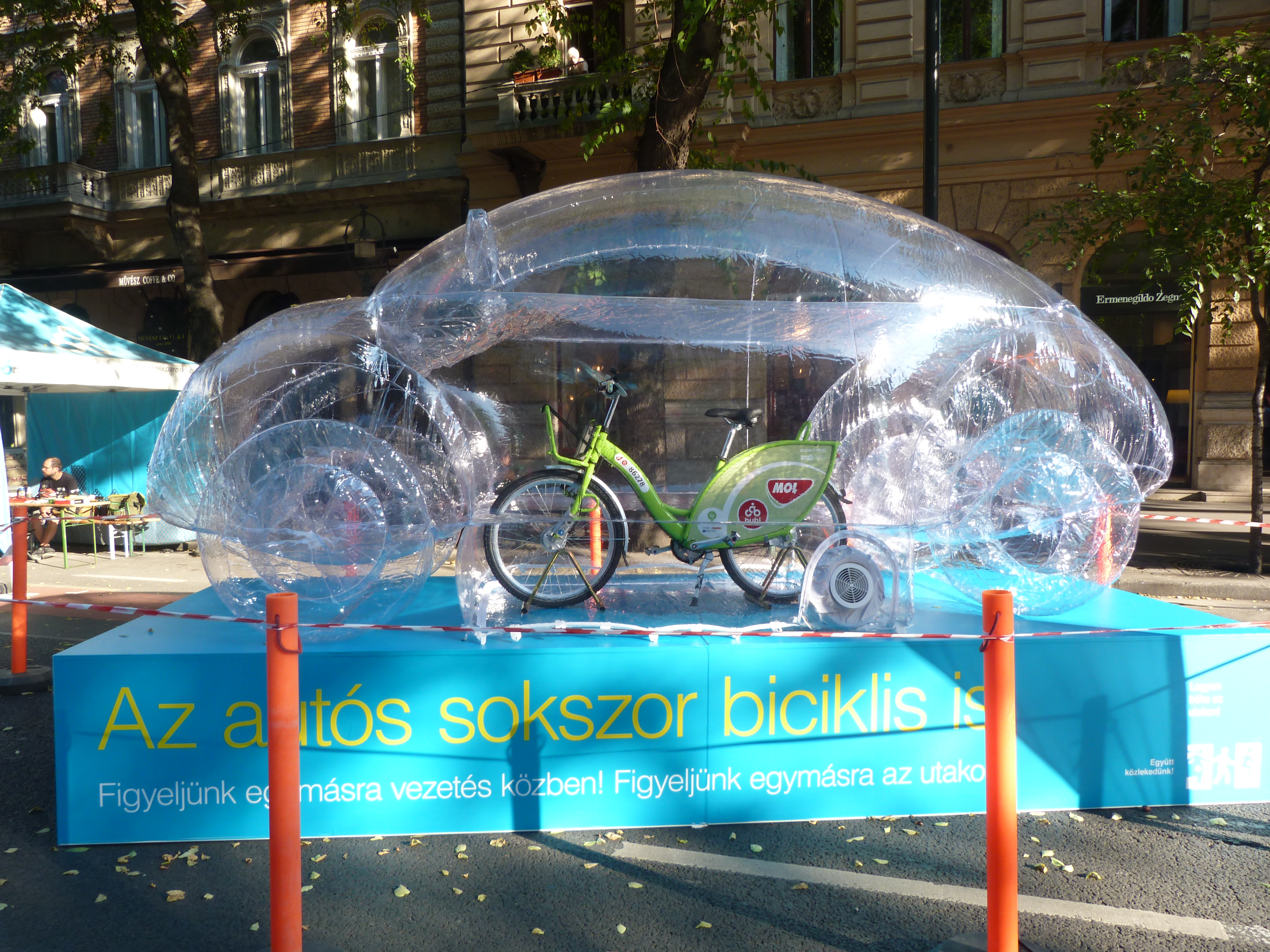
Andrássy út - 2014

2021-ben 38 ország és 2097 város csatlakozott a kezdeményezéshez.

## Az Európai karta
A részt vevő települések számára előírt feltételeket az Európai karta (Charta) rögzíti.
A városnak egy vagy több ideiglenesen lezárt területet vagy körzetet kell kijelölnie, amelyen belül az autómentes napon csak közösségi közlekedési eszközökkel, kerékpárral, illetve gyalogosan lehet közlekedni. A lezárt területen egész napos programokat szerveznek.
A forgalomkorlátozás
- javasolt időtartama: a reggeli munkakezdés előtti órától a munkaidő vége utáni óráig,
- javasolt helyszíne: legalább egy – más napokon a motorizált közlekedés számára fenntartott – utca.

## Autómentes nap Magyarországon

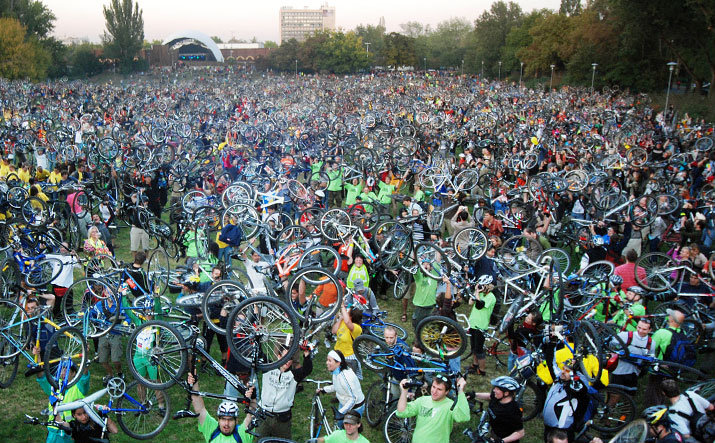
„Bringaemelés” 2007. szeptember 22-én, a budapesti Városligetben

2002-ben több mint 40 magyar városban tartották meg az autómentes napot.
2007-ben Magyarország 64 önkormányzata csatlakozott a szeptember 22-én megrendezett eseménysorozathoz. Budapesten a mindennapos és biztonságos kerékpározás feltételeinek megteremtéséért, valamint a belvárosi légszennyezés csökkentéséért rendezett demonstráción 30 ezer kerékpáros vett részt.
2008-ban a mobilitási hét alatt a MÁV-START Zrt. és a GYSEV Zrt. járataira díjmentes kerékpárjegy váltható.
2016-ban a mobilitási hét alatt szintén díjmentesen volt a kerékpárszállítás, valamint az Autómentes Napon gépjármű forgalmi engedély bemutatásával a MÁV-START Zrt. teljes szolgáltatási területén és a GYSEV Zrt. magyarországi vonalhálózatán díjmentes utazási lehetőséget kaptak az autósok.

## Autómentes nap külföldön
2007. szeptember 22-én Brüsszelben 160 km²-en korlátozták a forgalmat, reggel 9:00 és este 19:00 óra között. Ez volt az európai rendezvény legnagyobb gépjárműforgalom elől elzárt területe. Az utakat csak kerékpárral, gyalogosan vagy görkorcsolyával lehetett használni. A közösségi eszközöket díjtalanul lehetett igénybe venni.

## A rendezvény szimbólumai
Az európai mobilitási hét fő jelképe a virág, amely mintázhatja bolygónkat és az azt körülvevő légkört, de jelképezheti Európát, egy országot vagy egy várost, ahol fenntartható városi közlekedési rendszert próbálnak meg létrehozni. Utóbbi értelmezés szerint a virág szára a bevezető utakat, a virág szirmai a várost övező agglomerációt szimbolizálja.
A virágszimbólum a földgömböt jelképező vonallal és a rendezvény nevével együtt alkotja a kampány emblémáját.
Az esemény kiemelt illusztrációja Az ember fejlődése című karikatúra.